# مطار ووهان تيانهي الدولي
مطار ووهان تيانهي الدولي (بالصينية: 武汉天河国际机场)(إياتا: WUH، إيكاو: ZHHH) يقع في مدينة ووهان في جمهورية الصين الشعبية. افتتح في 15 أبريل 1995، ليحل محل مطار هانكو وانججيادون القديم ومطار نانهو. يقع المطار في منطقة تيانهي في ضواحي ووهان، على بعد حوالي 26 كم (16 ميل) شمال وسط مدينة ووهان.
يمكن للمسافرين منذ عام 2019 من 53 دولة مثل دول الاتحاد الأوروبي واليابان وكوريا الجنوبية وروسيا والولايات المتحدة، عند العبور إلى دولة ثالثة، دخول الصين من هذا المطار بدون تأشيرة صينية لمدة تصل إلى 144 ساعة.
أغلق المطار في 23 يناير 2020 بعد عزل ووهان 2020 استجابة لجائحة فيروس كورونا، حيث حدث أول تفشي في ووهان. أعيد فتح المطار في 8 أبريل 2020 بعد تطهير واسع النطاق.
صنف مطار ووهان الدولي في المرتبة الرابعة عشر في الصين من حيث عدد الركاب عام 2011 وفقًا لإدارة الطيران المدني في الصين، حيث تعامل مع 12,462,016 راكب، وبلغ إجمالي حركة الطائرات (القادمة والمغادرة) 117,010 طائرة وقد بلغت كمية البضائع المنقولة عبر المطار 122,762 طن.

## شركات الطيران والوجهات

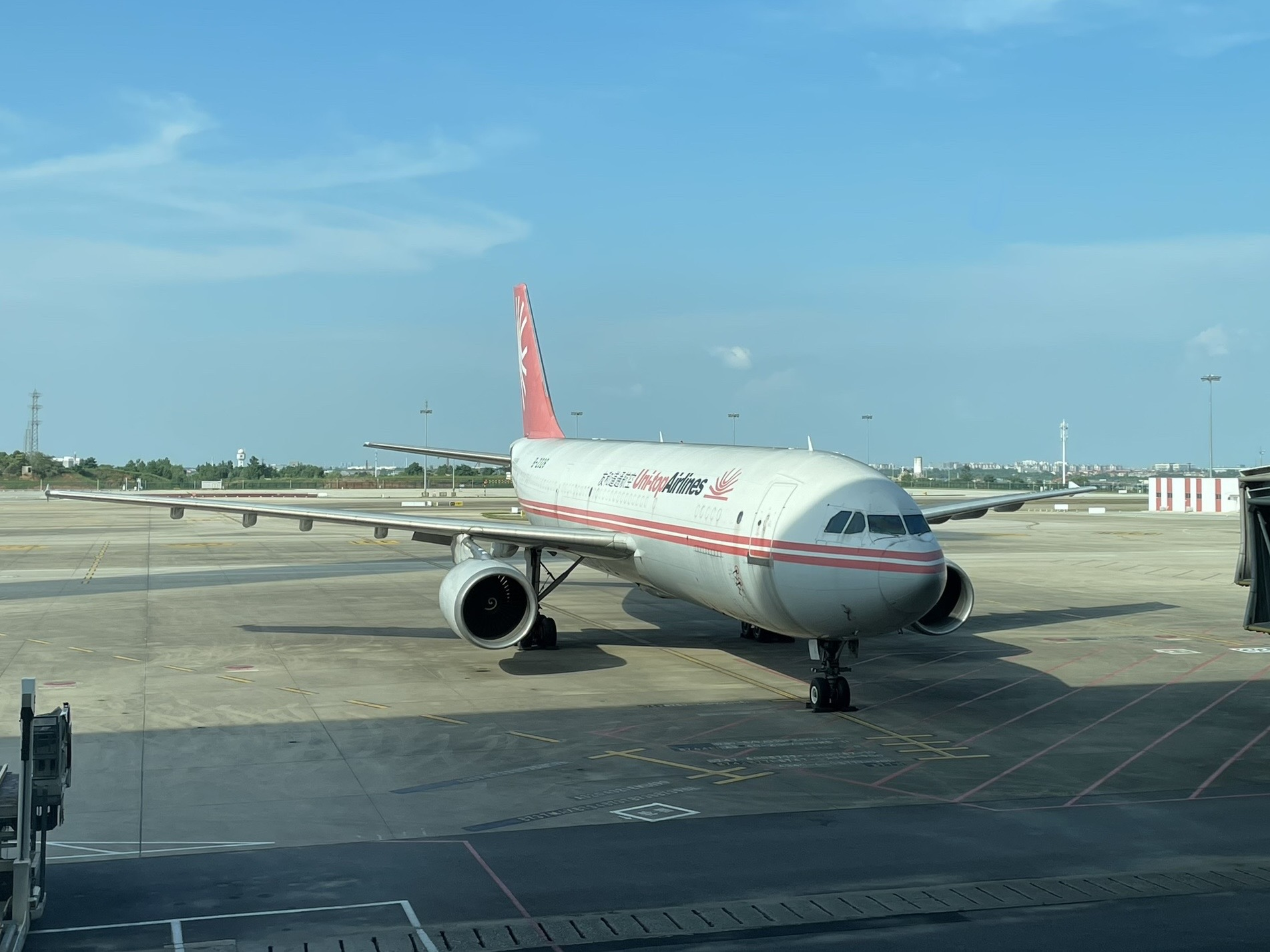
الشركات المشغّلة والوجهات الدولية: دور مطار ووهان تيانهي في الربط العالمي

### الركاب
| شركـات طيـران             | الوجهات |
| ------------------------- | --- |
| 9 Air                     | مطار قوانغتشو باييون الدولي، مطار تانغشان سانوهي، مطار تشانغيه قانتشو |
| طيران آسيا                | مطار كوتا كينابالو الدولي |
| طيران آسيا (إكس)          | مطار كوالالمبور الدولي |
| طيران الصين               | مطار باوتو يرليبان، مطار بكين العاصمة الدولي، مطار تشانغتشون الدولي، مطار تشنغدو شوانغليو الدولي، مطار تشنغدو تيانفو الدولي، مطار داتشينغ سارتو، Dazhou، مطار قوانغتشو باييون الدولي، مطار قوييانغ لونغدونغابو الدولي، مطار هايكو ميلان الدولي، مطار هوهوت بايتا الدولي، مطار جييانغ شاوشان، مطار كورلا، مطار لانتشو تشونغ تشوان، مطار لينفين ياودو، مطار ماكاو الدولي، مطار غينغادو جياودونغ الدولي، مطار شنيانغ الدولي، مطار شينزين باوان الدولي، مطار تيانجين الدولي، مطار أورومتشي الدولي، مطار شيامن قاوتشي الدولي، مطار شيان شيانيانغ الدولي، مطار شيلينهوت، Zhanjiang، مطار تشوهاى جينوان |
| خطوط كل اليابان الجوية    | مطار ناريتا الدولي |
| باتيك إير ماليزيا         | مطار كوتا كينابالو الدولي، مطار كوالالمبور الدولي، مطار بينانق الدولي |
| خطوط العاصمة بكين الجوية  | مطار تشانغتشون الدولي، مطار داليان الدولي، مطار إينشي شوجيابينغ، مطار هايكو ميلان الدولي، مطار جينان الدولي، مطار ساني ليجيانغ، مطار غينغادو جياودونغ الدولي، مطار سانيا فينيكس الدولي، مطار شنيانغ الدولي |
| كاثي باسيفيك              | مطار هونغ كونغ الدولي |
| Chengdu Airlines          | مطار فوتشنغ بيهاي، مطار تشنغدو شوانغليو الدولي، مطار فوتشو تشانغله الدولي، مطار قوييانغ لونغدونغابو الدولي، مطار لاسا الدولي، مطار شنيانغ الدولي، مطار تايتشو وقياو، مطار يهاي داسهويبو |
| خطوط شرق الصين الجوية     | مطار فوتشنغ بيهاي، مطار بكين داشينغ الدولي، مطار تشنغدو تيانفو الدولي، مطار تشونغتشينغ جيانغبى الدولي، مطار دالي، مطار داليان الدولي، مطار داتونغ يونغانغ، مطار دونغينغ شنغلي، مطار دونهوانغ موغاو الدولي، مطار إينشي شوجيابينغ، مطار فوتشو تشانغله الدولي، مطار قوانغتشو باييون الدولي، مطار قوييانغ لونغدونغابو الدولي، مطار هايكو ميلان الدولي، مطار هانغتشو شياوشان الدولي، مطار هونغ كونغ الدولي، مطار هوايان ليانشوي، مطار جيايوغان، مطار جييانغ شاوشان، Jinzhou، مطار كونمينغ جانغشوي الدولي، مطار لانتشو تشونغ تشوان، مطار يوتشو بيلين، مطار لوئهو يونلونغ، مطار نينغبو ليش الدولي، مطار اوردوس إيجين هورو، مطار بانزهيوها باوأنينغ، مطار غينغادو جياودونغ الدولي، مطار جينجيانغ تشيوانتشو، مطار ريتشاو، مطار سانيا فينيكس الدولي، مطار شانغهاي هونغكياو الدولي، مطار شانغهاي بودنغ الدولي، مطار شيانونغيا، مطار شنيانغ الدولي، مطار شينزين باوان الدولي، مطار سيدني (تستأنف 16 يوليو 2023)، مطار تاييوان وسو الدولي، مطار تايتشو وقياو، مطار ناريتا الدولي، مطار أولانهوت، مطار أورومتشي الدولي، مطار ونزهو يونجقيانج الدولي، مطار شيامن قاوتشي الدولي، مطار شيان شيانيانغ الدولي، مطار شينينغ الدولي، مطار نانيانغ يانتشنغ، مطار يانتاي بينجلاي الدولي، مطار يبين واليانجي، مطار ينتشوان هيدونج الدولي، مطار ييوو، مطار يونتشنغ قوانقونغ، مطار يولين يو يانغ، مطار تشانغيه قانتشو، Zhanjiang، مطار تشوشان بوتوشان، مطار زوني شينزهو |
| طيران الصين اكسبرس        | مطار تشونغتشينغ جيانغبى الدولي، مطار داليان الدولي، مطار هوهوت بايتا الدولي، Yan'an |
| خطوط جنوب الصين الجوية    | مطار أركسان يبرشي، مطار دون موينغ، مطار بكين داشينغ الدولي، مطار بولي ألاشهانكو، مطار تشانغتشون الدولي، مطار تشانغتشي وانغشون، مطار تشنغدو شوانغليو الدولي، مطار تشونغتشينغ جيانغبى الدولي، مطار داليان الدولي، مطار دبي الدولي، مطار إينشي شوجيابينغ، مطار قوانغتشو باييون الدولي، مطار قوييانغ لونغدونغابو الدولي، مطار غويان ليوبانشان، مطار هايكو ميلان الدولي، مطار هايلار دونغشان، مطار هانغتشو شياوشان الدولي، مطار هاربين الدولي، مطار تان سون نهات الدولي، مطار هوهوت بايتا الدولي، مطار هونغ كونغ الدولي، مطار هويزهو بينجتان، مطار إسلام آباد الدولي، مطار إسطنبول الدولي، مطار جييانغ شاوشان، مطار كاوهسيونغ الدولي، مطار كاشغر الدولي، مطار كونمينغ جانغشوي الدولي، مطار لانتشو تشونغ تشوان، مطار ساني ليجيانغ، مطار لندن هيثرو (تستأنف 25 أغسطس 2023)، مطار ماكاو الدولي، مطار مانزهولوي شيجياو (تبدأ في 14 يوليو 2023)، مطار شيريميتييفو الدولي، مطار تشوبو سنتراير الدولي، مطار نانينغ وشو الدولي، مطار جون إف كينيدي الدولي، مطار نينغبو ليش الدولي، مطار كانساي الدولي، Phuket، مطار غينغادو جياودونغ الدولي، مطار ليوناردو دا فينشي، مطار سان فرانسيسكو الدولي، مطار سانيا فينيكس الدولي، مطار إنتشون الدولي، مطار شانغهاي بودنغ الدولي، مطار شنيانغ الدولي، مطار شينزين باوان الدولي، مطار شيهيان ودانغشان، مطار تايوان تاويوان الدولي، مطار تاييوان وسو الدولي، مطار تيانجين الدولي، مطار ناريتا الدولي، مطار أورومتشي الدولي، مطار ونزهو يونجقيانج الدولي، مطار شيامن قاوتشي الدولي، مطار شيان شيانيانغ الدولي، مطار شينينغ الدولي، مطار شينتشو وتايشهان، مطار شيشوانغباننا غاسا، مطار يانتاي بينجلاي الدولي، مطار ينينغ، مطار تشوهاى جينوان |
| China United Airlines     | مطار ونزهو يونجقيانج الدولي |
| Chongqing Airlines        | مطار تشنغدو تيانفو الدولي، مطار تشونغتشينغ جيانغبى الدولي، مطار هويزهو بينجتان، مطار نانينغ وشو الدولي، مطار نينغبو ليش الدولي، مطار جينجيانغ تشيوانتشو، مطار تايتشو وقياو، مطار شيامن قاوتشي الدولي، مطار نانيانغ يانتشنغ، مطار تشوهاى جينوان |
| Colorful Guizhou Airlines | مطار بيجي فيشونغ، مطار قوييانغ لونغدونغابو الدولي |
| Donghai Airlines          | مطار شينزين باوان الدولي |
| خطوط هاينان الجوية        | مطار بكين العاصمة الدولي، مطار تشانغتشون الدولي، مطار هايكو ميلان الدولي، مطار غينغادو جياودونغ الدولي، مطار سانمينغ شياتشيان، مطار سانيا فينيكس الدولي، مطار شنيانغ الدولي، مطار تونغرين فينغوانغ، مطار أورومتشي الدولي، مطار ونزهو يونجقيانج الدولي، مطار تشوهاى جينوان |
| I-Fly                     | عارض: مطار بولكوفو |
| Joy Air                   | مطار هوانغشان تونشي الدولي، مطار شانغينغ ليوجي |
| خطوط جونياو الجوية        | مطار داليان الدولي، مطار هويزهو بينجتان، مطار كانساي الدولي، مطار شانغهاي هونغكياو الدولي، مطار شانغهاي بودنغ الدولي، مطار شيشوانغباننا غاسا |
| كوريا للطيران             | مطار إنتشون الدولي |
| Kunming Airlines          | مطار كونمينغ جانغشوي الدولي، مطار تينغشونغ توفينغ |
| Lanmei Airlines           | مطار بنوم بنه الدولي، Siem Reap ‏، Sihanoukville |
| ليون إير                  | عارض: مطار سوكارنو هاتا الدولي، مطار نغوراه راي الدولي |
| طيران لونج                | مطار تشانغتشون الدولي، مطار هانغتشو شياوشان الدولي، مطار ونزهو يونجقيانج الدولي، مطار شينينغ الدولي، مطار شيشوانغباننا غاسا، مطار ينتشوان هيدونج الدولي |
| خطوط لاكي الجوية          | مطار دالي، مطار داليان الدولي، مطار كونمينغ جانغشوي الدولي، مطار غينغادو جياودونغ الدولي، مطار شيشوانغباننا غاسا |
| جزر المالديف              | مطار فيلانا الدولي |
| خطوط ماندارين الجوية      | مطار تايبيه سونغشان |
| خطوط طيران أوكاي          | مطار غايلي هوانغبينغ، مطار نانينغ وشو الدولي، مطار يبين واليانجي |
| Pacific Airlines          | عارض: مطار كام رانه الدولي |
| Ruili Airlines            | مطار هاربين الدولي، مطار كونمينغ جانغشوي الدولي، مطار لانتشو تشونغ تشوان، مطار ديهونغ مانغشي، مطار شنيانغ الدولي |
| سكوت للطيران              | مطار شانغي سنغافورة |
| خطوط شاندونغ الجوية       | مطار بكين العاصمة الدولي، مطار قوييانغ لونغدونغابو الدولي، مطار جينان الدولي، مطار نانينغ وشو الدولي، مطار غينغادو جياودونغ الدولي، مطار شيامن قاوتشي الدولي، مطار يانتاي بينجلاي الدولي، مطار ينتشوان هيدونج الدولي |
| خطوط شانغهاي الجوية       | مطار شانغهاي هونغكياو الدولي، مطار ونزهو يونجقيانج الدولي |
| خطوط شينزين الجوية        | مطار هوهوت بايتا الدولي، مطار هويزهو بينجتان، مطار لانتشو تشونغ تشوان، مطار نانينغ وشو الدولي، مطار جينجيانغ تشيوانتشو، مطار شنيانغ الدولي، مطار شينزين باوان الدولي، مطار تاييوان وسو الدولي، مطار يونتشنغ قوانقونغ |
| خطوط سيتشوان الجوية       | مطار تشنغدو شوانغليو الدولي، مطار تشنغدو تيانفو الدولي، مطار تشونغتشينغ جيانغبى الدولي، مطار هاربين الدولي، مطار نانينغ وشو الدولي، مطار نانتونغ شينغ دونغ، مطار جينجيانغ تشيوانتشو، مطار شيانونغيا، مطار شيتشانغ تشينغشان |
| سبرينغ (شركة طيران)       | مطار شينزين باوان الدولي، مطار هاي |
| خطوط سوبارنا الجوية       | مطار غينغادو جياودونغ الدولي، مطار تشوهاى جينوان |
| طيران آسيا (تايلاند)      | مطار دون موينغ، Phuket |
| Thai Lion Air             | مطار دون موينغ |
| خطوط تيانجين الجوية       | مطار قوييانغ لونغدونغابو الدولي، مطار هايكو ميلان الدولي، مطار هويزهو بينجتان، مطار جييانغ شاوشان، Lianyungang، مطار ليوبانشوي يويزهاو، مطار سانيا فينيكس الدولي، مطار أورومتشي الدولي، مطار هوهوت بايتا الدولي، مطار شيامن قاوتشي الدولي، مطار شيان شيانيانغ الدولي، Zhanjiang |
| T'way Air                 | مطار إنتشون الدولي |
| أورومتشي للطيران          | مطار سوفارنابومي الدولي، مطار أورومتشي الدولي |
| الخطوط الجوية الفيتنامية  | موسمي: مطار كام رانه الدولي عارض: مطار دا نانغ الدولي |
| West Air ‏                 | مطار تشونغتشينغ جيانغبى الدولي، مطار فوتشو تشانغله الدولي |
| خطوط زيامن الجوية         | Ankang، مطار فوتشو تشانغله الدولي، مطار هانغتشو شياوشان الدولي، مطار هوهوت بايتا الدولي، مطار لانتشو تشونغ تشوان، مطار يوتشو بيلين، مطار ميانيانغ نانيجو، مطار نانشونغ غاوبينغ، مطار نانينغ وشو الدولي، مطار جينجيانغ تشيوانتشو، مطار تيانجين الدولي، مطار شيامن قاوتشي الدولي، مطار شينينغ الدولي، مطار ينتشوان هيدونج الدولي، مطار رينهواي ماوتاي |

### الشحن
| شركـات طيـران                | الوجهات |
| ---------------------------- | --- |
| طيران المكسيك                | مطار بينيتو خواريز الدولي |
| الخطوط الجوية الصينية للبريد | مطار نانجينغ الدولي |
| الإمارات للشحن الجوي         | مطار آل مكتوم الدولي |
| طيران كاليتا                 | مطار تيد ستيفنز أنكوراج الدولي، مطار أوهير الدولي |
| خطوط أس أف الجوية            | مطار فرانكفورت، مطار هانغتشو شياوشان الدولي، مطار نوي باي الدولي، مطار هونغ كونغ الدولي، مطار كانساي الدولي، مطار شينزين باوان الدولي، مطار ناريتا الدولي، مطار تشنغتشو الدولي |
| خطوط سوبارنا الجوية          | مطار قوانغتشو باييون الدولي، مطار هانغتشو شياوشان الدولي، مطار شينزين باوان الدولي                                                                                             |